# راحة الصدور
راحة الصدور وآية السرور في تاريخ الدولة السلجوقية (بالفارسية: راحة الصدور)، كتاب يدخل في تاريخ الدولة السلجوقية الكبرى، وانقساماتها إلى أتابكات صغيرة ولاحقاً سيطرة الخوارزميون، وضمن نطاق تخصص علوم التاريخ والفروع ذات الصلة من الجغرافيا والآثار وغيرها من التخصصات الاجتماعية. كتبه المؤرخ الفارسي محمد بن علي الرواندي وانتهى حوالي 1204/1205م. تم تشجيع الرواندي ودعمه في مساعيه من قبل شهاب الدين الكاشاني. كُتب بالفارسية ومُكرس في الأصل لسليمان شاه الثاني، أعاد الرواندي تكريسه لسلطان الروم، كيخسرو الأول ،قام بتحقيقه ونشره فؤاد عبد المعطي الصياد.

## المحتوى
يعتمد التاريخ المبكر للسلاجقة المكتوب في راحة الصدور بشكل كبير على كتاب السلاجقة. ومع ذلك، شهد الرواندي أحداثًا بعد 1175 بشكل مباشر منذ أن كان عضوًا في بلاط طغرل الثالث، مما جعل راحة الصدور مصدرًا لا يقدر بثمن في عهد طغرل.  وفقًا لراحة الصدور، فقد احتقر السلاجقة الغزنويين بسبب أصولهم العبودية.
يبدو أن الرواندي قصد أن يكون راحة الصدور عملاً تاريخيًا، ومع ذلك يحتوي الكتاب على فصولاً عن لعبة الطاولة، والشطرنج، والخط، والفروسية، والصيد، والولائم. يشمل الفصلان الأخيران سلطنة طغرل الثالث وآخر أتابك السلجوقيين والغزو الخوارزمي. اعتبر الرواندي أن سلطنة سلاجقة الروم أبطال المذهب السُني وأعرب عن أسفه للخوارزميين. يتكون القسم الأخير من الأعمال القانونية الحنفية والإنجازات القضائية. كان الفصل الأخير لتغطية الحكايات والمزاح. الكتاب ، ككل ، مكتوب في طبيعة أخلاقية.
تمت ترجمة راحة الصدور إلى التركية في عهد السلطان العثماني مُراد الثاني.

## العصر الحديث
في عام 1921، نشر محمد إقبال صحيفة «راحة الصدور». وقد اعترف به إقبال وإدوارد براون وميرزا محمد قزويني كمصدر في نصوص أخرى مثل جامع التوريخ وروضة الصفا وتاریخ گزیده لحمد الله المستوفي ،وقام بتحقيقه ونشره في القاهرة فؤاد عبد المعطي الصياد.